# Saint-Julien-de-Toursac
Saint-Julien-de-Toursac é uma comuna francesa na região administrativa de Auvérnia-Ródano-Alpes, no departamento de Cantal. Estende-se por uma área de 9,67 km². Em 2010 a comuna tinha 114 habitantes (densidade: 11,8 hab./km²).